# Dactylochelifer copiosus
Dactylochelifer copiosus es una especie de arácnido del orden Pseudoscorpionida de la familia Cheliferidae.

## Distribución geográfica
Se encuentra en el este de Estados Unidos.